# Tall Abu Dżadha
Tall Abu Dżadha – wieś w Syrii, w muhafazie Aleppo, w dystrykcie Manbidż. W 2004 roku liczyła 598 mieszkańców.